# اتگرت
اتگرت (به آلمانی: Etgert) یک شهر در آلمان است که در برنکاستل-ویتلیش واقع شده‌است. اتگرت ۵۹ نفر جمعیت دارد.